# 天逆每

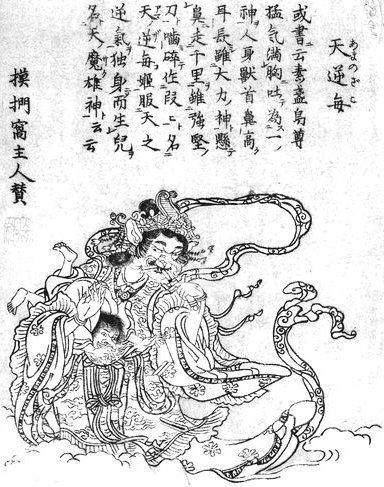
鳥山石燕在《今昔畫圖續百鬼》裡所繪的天逆每

天逆每（アマノザコ）為日本《倭漢三才圖會》中提及的女神，也是天狗和天邪鬼的祖先；《先代舊事本紀》稱之為天逆每姬神。

## 概要
成書於江戶時代的《倭漢三才圖會》提到，素狹雄尊滿胸的猛氣，吐出人身獸首、鼻高耳長牙長的神祇，稱之為天逆每。祂力大無窮，可以懸鼻走千里；再堅韌的刀劍祂都能嚙斷。由於吞吸高天原的邪惡逆氣，獨自生下「天魔雄命」（即天邪鬼）。天逆每很愛唱反調，叫祂往前偏要後退，叫祂向左偏要往右。關於天逆每與天魔雄命的樣貌與介紹，皆可在江戶時代浮世繪畫家鳥山石燕的畫集《今昔畫圖續百鬼》中見到。此外，同時代的僧侶諦忍妙龍於其著作《天狗名義考》（1754年）中提到天逆每、天魔雄即為天狗的起源，且將「天狗」訓讀成「（日語）あまのざこ」。

## 外部連結
- （日語）九州大学総合研究博物館：和漢三才図会卷第四十四治鳥（页面存档备份，存于）